# Beilschmiedia foliosa
Beilschmiedia foliosa är en lagerväxtart som först beskrevs av Spencer Le Marchant Moore, och fick sitt nu gällande namn av Robyns & Wilczek. Beilschmiedia foliosa ingår i släktet Beilschmiedia och familjen lagerväxter. Inga underarter finns listade i Catalogue of Life.